# Nico Gardener
Nico Gardener (Goldinger) (ur. 27 stycznia 1906 w Rydze, zm. 10 grudnia 1989)  – pochodzący z Rygi brytyjski brydżysta i autor książek brydżowych, World Grand Master (WBF).
Jego córka, Nicola Smith, jest również brydżystką.

## Wyniki brydżowe

### Olimpiady
Na olimpiadach uzyskał następujące rezultaty:
| Olimpiady brydżowe. Zawody teamów | Olimpiady brydżowe. Zawody teamów | Olimpiady brydżowe. Zawody teamów | Olimpiady brydżowe. Zawody teamów | Olimpiady brydżowe. Zawody teamów | Olimpiady brydżowe. Zawody teamów |
| Rok                               | Miejsce                           | Zawody                            | Kategoria                         | Drużyna                           | Pozycja                           |
| --------------------------------- | --------------------------------- | --------------------------------- | --------------------------------- | --------------------------------- | --------------------------------- |
| 1960                              | Turyn                             | 1. Olimpiada Teamów               | Open                              | Great Britain                     | 2                                 |

### Zawody światowe
W światowych zawodach zdobył następujące lokaty:
| Mistrzostwa Świata. Konkurencja teamów | Mistrzostwa Świata. Konkurencja teamów | Mistrzostwa Świata. Konkurencja teamów          | Mistrzostwa Świata. Konkurencja teamów | Mistrzostwa Świata. Konkurencja teamów | Mistrzostwa Świata. Konkurencja teamów |
| Rok                                    | Miejsce                                | Zawody                                          | Kategoria                              | Drużyna                                | Pozycja                                |
| -------------------------------------- | -------------------------------------- | ----------------------------------------------- | -------------------------------------- | -------------------------------------- | -------------------------------------- |
| 1962                                   | Cannes                                 | 1. Otwarte Mistrzostwa Świata Teamów Mikstowych | Miksty                                 | Great Britain                          | 1                                      |
| 1962                                   | Nowy Jork                              | 11. Mistrzostwa Świata Teamów                   | Open                                   | Great Britain                          | 3                                      |
| 1950                                   | Southampton                            | 1. Mistrzostwa Świata Teamów                    | Open                                   | Great Britain                          | 2                                      |

### Zawody europejskie
W europejskich zawodach zdobył następujące lokaty:
| Zawody europejskie. Konkurencja teamów | Zawody europejskie. Konkurencja teamów | Zawody europejskie. Konkurencja teamów | Zawody europejskie. Konkurencja teamów | Zawody europejskie. Konkurencja teamów | Zawody europejskie. Konkurencja teamów |
| Rok                                    | Miejsce                                | Zawody                                 | Kategoria                              | Drużyna                                | Pozycja                                |
| -------------------------------------- | -------------------------------------- | -------------------------------------- | -------------------------------------- | -------------------------------------- | -------------------------------------- |
| 1961                                   | Torquay                                | 21. Mistrzostwa Europy Teamów          | Open                                   | Great Britain                          | 1                                      |
| 1953                                   | Helsinki                               | 14. Mistrzostwa Europy Teamów          | Open                                   | Great Britain                          | 2                                      |
| 1950                                   | Brighton                               | 11. Mistrzostwa Europy Teamów          | Open                                   | Great Britain                          | 1                                      |

## Klasyfikacja
- Nico Gardener – klasyfikacja WBF (ang.)
- Nico Gardener – klasyfikacja EBL (ang.)